# 聖德尼
聖德尼（—250年），又譯為聖丹尼斯，又稱巴黎的德尼（法語：Denis de Paris），拉丁文中稱為戴奧尼修斯（拉丁語：Dionysius，暱稱為Dennis或Denys），基督教聖人與殉教者。活躍於3世紀時，他是巴黎總教區主教，約西元250年，他在羅馬皇帝德西烏斯迫害基督教時殉教。傳聞他被斬首後仍拾起頭顱邊走邊講道，長達十公里，直走到今天稱為聖德尼 (Saint-Denis) 的地方。他是法國與巴黎的主保聖人。在藝術作品中，除了砍掉的頭顱，我們還可以從主教冠來辨認出他。

## 扩展阅读
- Drinkwater, J.F. . Stuttgart: Franz Steiner Verlag Wiesbaden. 1987. ISBN 3-515-04806-5.
- Gregory of Tours. . Raymond Van Dam, trans. Liverpool: Liverpool University Press. 1988. ISBN 0-85323-236-9.
- Lacaze, Charlotte. . New York: Garland. 1979.
- Van Dam, Raymond. . Berkeley: University of California Press. 1985. ISBN 0-520-05162-9.